# さいたま市立文蔵小学校
さいたま市立文蔵小学校（さいたましりつ ぶぞうしょうがっこう）は、埼玉県さいたま市南区にある公立小学校。

## 沿革
- 1972年（昭和47年）4月1日 - 浦和市立文蔵小学校が旧南浦和中学校跡地（浦和市根岸437）校舎を使用して仮校舎で開校。
- 1972年（昭和47年）8月28日 - 新校舎に移転を完了し、9月1日より授業開始。
- 1972年（昭和47年）12月25日 - 第2期工事（管理室及び特別教室）完成し、校舎引渡し式挙行
- 1974年（昭和49年）5月11日 - 屋内運動場落成。
- 2001年（平成13年）5月1日 - さいたま市誕生により、さいたま市立文蔵小学校に改称。

## 交通
- JR京浜東北線・武蔵野線南浦和駅から徒歩25分。